# Tabakalera
Tabakalera es un centro de cultura contemporánea ubicado en la ciudad española de San Sebastián con una doble vocación, ser un centro de producción, y ofrecer una  programación pública de actividades. Estos dos ejes atraviesan todas las áreas del proyecto que se rigen por la creación, la formación a partir de la reflexión, y la exhibición. Además de servir como lugar de apoyo a la profesionalización de artistas y creadores, también genera programación para diferentes públicos y pone a disposición del público general herramientas de acercamiento y acceso a la cultura contemporánea y a la creación.
El proyecto cultural de Tabakalera tiene como objetivo principal promover la creación cultural contemporánea en diferentes ámbitos y en todas sus fases (investigación, producción, exhibición) así como generar y compartir conocimiento. Con este objetivo, gira en torno a cuatro ejes de trabajo que configuran su programa: prácticas artísticas contemporáneas, mediación, laboratorios de cultura digital - Hirikilabs - y la biblioteca de creación - Ubik -.

## Actividades

### Exposiciones
Son la ventana más visible del proyecto cultural. Muestran la línea editorial del centro y colocan a Tabakalera en la red internacional de centros de arte contemporáneo. Al ser un centro de creación, toman especial relevancia las exposiciones de nueva producción. Desde la inauguración del centro ha acogido, entre otras, las exposiciones Contornos de lo audioviosual Archivado el 27 de mayo de 2017 en Wayback Machine., Arenzana Imaz Intxausti Montón Peral (enlace roto disponible en Internet Archive; véase el historial, la primera versión y la última)., The Day After Archivado el 12 de junio de 2018 en Wayback Machine. de la artista Maryam Jafri, Anarchivo sida (enlace roto disponible en Internet Archive; véase el historial, la primera versión y la última). comisariada por Equipo re y con la participación entre otros de Pepe Espaliú, Yto Barrada Archivado el 19 de septiembre de 2016 en Wayback Machine. sobre la obra de la artista franco-marroquí Yto Barrada, Agencia de Organismos Vivientes Archivado el 15 de agosto de 2020 en Wayback Machine., Estimulantes: circulación y euforia, La música de Ramón Raquello y su orquesta (enlace roto disponible en Internet Archive; véase el historial, la primera versión y la última). de Éric Baudelaire, Hot Iron Marginalia (enlace roto disponible en Internet Archive; véase el historial, la primera versión y la última). del artista Adriá Juliá, Cale, cale, cale! Caale!!! (enlace roto disponible en Internet Archive; véase el historial, la primera versión y la última). y I Never Said Umbrella (enlace roto disponible en Internet Archive; véase el historial, la primera versión y la última). de Itziar Okariz.

### Cine
Las salas de cine de Tabakalera se centran en el cine contemporáneo, aquel que no suele llegar a las salas convencionales. Ofrecen una variada propuesta de cine de miércoles a domingo, con ciclos dedicados a la obra de cineastas como Ruben Östlund, Straub-Huillet, Charles Burnett, Andréi Tarkovski, Lucrecia Martel o VALIE EXPORT, así como encuentros entre realizadores y público, programas de residencias y propuestas como EIECINE (Encuentro Internacional de Estudiantes de Cine), entre otras. Desde el año 2016 acoge la sección Zabaltegi-Tabakalera del Festival Internacional de Cine de San Sebastián.

### Programas públicos
Los programas públicos se plantean con el fin de fomentar el estudio, reflexión y debate sobre el mundo contemporáneo. Estas actividades pueden tener formato de seminario, taller, presentación, proyección o coloquio. Desde su inauguración, se han llevado a cabo diversos programas y proyectos, como Estimulantes: circulación y euforia Archivado el 8 de agosto de 2020 en Wayback Machine. durante los años 2016-2017 y Ariketak: La segunda respiración Archivado el 7 de agosto de 2020 en Wayback Machine. para el bienio 2018-2019.

### Espacio de creadores
El espacio de creadores nace con el objetivo de apoyar la profesionalización de artistas y/o agentes culturales. Este espacio pone a disposición recursos para la creación artística, tales como espacios de cesión, equipos técnicos y humanos y un programa de internacional de residencias para el desarrollo de proyectos artísticos, curatoriales y de investigación. 

### Hirikilabs - Laboratorio ciudadano de cultura digital y tecnología
Hirikilabs es un laboratorio de cultura digital y tecnología que trabaja en torno al uso social, crítico, creativo y colaborativo de las tecnologías. Como espacio de experimentación y prototipado propone actividades que relacionan el mundo digital, la creación en colaboración y la iniciativa ciudadana y lo hace en el contexto de un centro internacional de producción de cultura contemporánea como Tabakalera.

### Ubik - Biblioteca de creación
Ubik es la biblioteca de creación de Tabakalera especializada en cultura contemporánea y abierta a toda la ciudadanía. Toma el nombre de la novela Ubik de Philip K. Dick. Se desarrolla con base en tres ejes que se entrelazan: aprender, crear y disfrutar. De esta manera, y más allá de los servicios imprescindibles y básicos de toda biblioteca, estimula el aprendizaje y la capacidad creativa, tanto del público especializado en la materia, como de todas aquellas personas que tienen interés por el pensamiento contemporáneo, las artes, la tecnología, el audiovisual y el sonido, así como los videojuegos.

### Mediación
El proyecto de mediación de Tabakalera se centra en generar relaciones y diálogos entre el programa cultural de Tabakalera y diversos agentes y contextos. Entre otros, ha desarrollado proyectos como Archiveras Archivado el 12 de junio de 2018 en Wayback Machine. en colaboración con antiguas trabajadoras de la fábrica de tabacos. Sus líneas de trabajo Archivado el 20 de febrero de 2018 en Wayback Machine. son: Diálogos con las exposiciones, Espacio público, Narrativas audiovisuales, Pedagogías feministas y corporales y la Mediación como investigación.

## Ecosistema cultural
Junto al proyecto cultural, conviven en el edificio instituciones y proyectos que generan un ecosistema cultural: Festival de San Sebastián, Instituto Vasco Etxepare, Filmoteca Vasca, Fundación Kutxa, Elías Querejeta Zine Eskola y Zineuskadi. También forman parte de él iniciativas privadas que desarrollan sus propios proyectos. Así, el edificio alberga diferentes usos, iniciativas y agentes, con el proyecto cultural como eje vertebral.

## El edificio

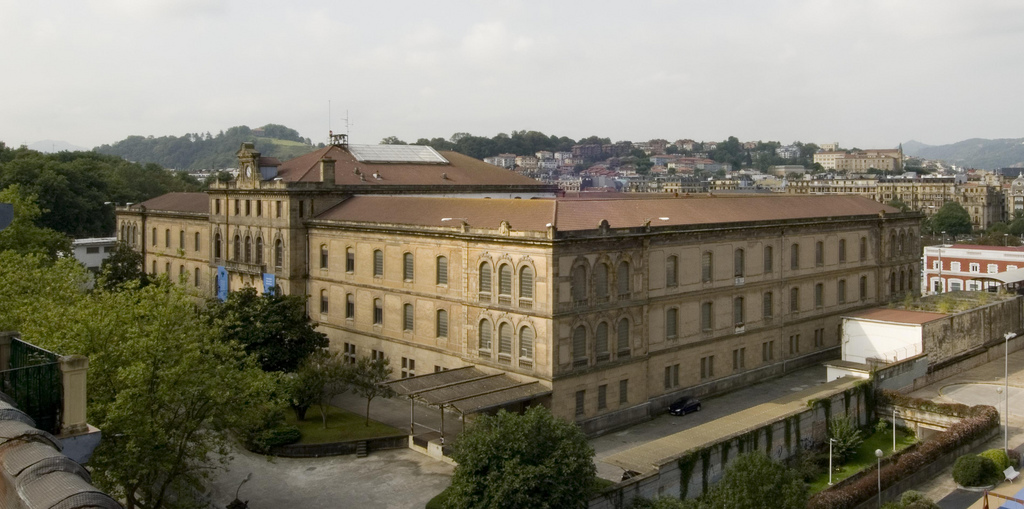
Vista desde Atocha del antiguo edificio de Tabacalera en 2007 antes de su reforma.

Tabakalera es un lugar emblemático de San Sebastián. Inaugurado en 1913 como fábrica estatal de tabaco de Tabacalera, contaba con 26.000 m² (actualmente 37.000 m²), siendo uno de los mayores edificios de la ciudad, construido al estilo de las antiguas manufacturas y en torno a cuatro grandes patios. A lo largo de 90 años (1913–2003) fue una fábrica de tabaco, que empleó fundamentalmente a mujeres, y se convirtió en referente social en la ciudad. 
Está ubicada en el Paseo del Duque de Mandas, en el barrio de Egia, entre Cristina Enea, un hermoso parque señorial del siglo XIX, hoy en día parque público, la estación central de autobuses y la Estación del Norte, estación de ferrocarril que acogerá pronto el futuro Tren de alta velocidad, conformando el principal núcleo de transporte público en la ciudad. La central de transportes está conectada con el centro de la ciudad Puente de María Cristina.

## Acuerdo interinstitucional
En 2001, tras el anuncio de Altadis de su intención de cerrar la fábrica y trasladar la actividad, el Ayuntamiento de San Sebastián, la Diputación Foral de Guipúzcoa y el Gobierno Vasco acordaron recuperar para la ciudad el gran edificio de la fábrica de tabaco, construido en terrenos municipales, y convertirlo en un centro de cultura contemporánea. Para gestionar el proyecto, las tres instituciones formaron una sociedad, a la que llamaron CICC: Centro Internacional de Cultura Contemporánea. En 2004 se formalizó la compra del edificio y se puso en marcha la definición de contenidos del proyecto. 
En marzo de 2008 las instituciones partícipes en el proyecto Tabakalera acordaron la reordenación del mapa de equipamientos y de instituciones culturales existentes en el entorno. El 27 de junio de 2008 se puso en marcha el proceso de renovación arquitectónica del edificio a través de un concurso internacional abierto. Una vez seleccionado el equipo ganador. Las obras comenzaron en 2011, para finalizar en 2015. Los criterios básicos de la remodelación fueron:
- Respeto a la singularidad y al carácter fabril del edificio.
- Apertura a la ciudad y al uso libre de los ciudadanos.
- Adaptabilidad a la diversidad de sus usos y a la permanente transformación de las necesidades de los creadores y los usuarios.
- Conectividad, incorporando las últimas tecnologías de comunicación y la sostenibilidad energética.

Mientras se acometía la renovación del edificio, Tabakalera organizó exposiciones, ciclos, debates. Sus actividades convivieron en los espacios de la fábrica con grabaciones, rodajes y eventos producidos por otros agentes del entorno. Así, entre los años 2007 y 2010 tuvieron lugar en Tabakalera actividades de diverso carácter como las exposiciones Summer Archivado el 4 de marzo de 2016 en Wayback Machine. de Julian Schnabel (2007), No es Neutral (enlace roto disponible en Internet Archive; véase el historial, la primera versión y la última). (2008), Egiatik Archivado el 4 de marzo de 2016 en Wayback Machine. (2008), Look Again (enlace roto disponible en Internet Archive; véase el historial, la primera versión y la última). (2009),Tabakalera Suena (enlace roto disponible en Internet Archive; véase el historial, la primera versión y la última). (2009) o las proyecciones del ciclo de cortometrajes LABO Archivado el 4 de marzo de 2016 en Wayback Machine., organizado en colaboración con el Festival Clermont-Ferrand.
El 11 de septiembre de 2015 Tabakalera abre sus puertas reconvertido en Centro Internacional de Cultura Contemporánea con un intenso programa de apertura Archivado el 4 de marzo de 2016 en Wayback Machine..

## Galería de imágenes

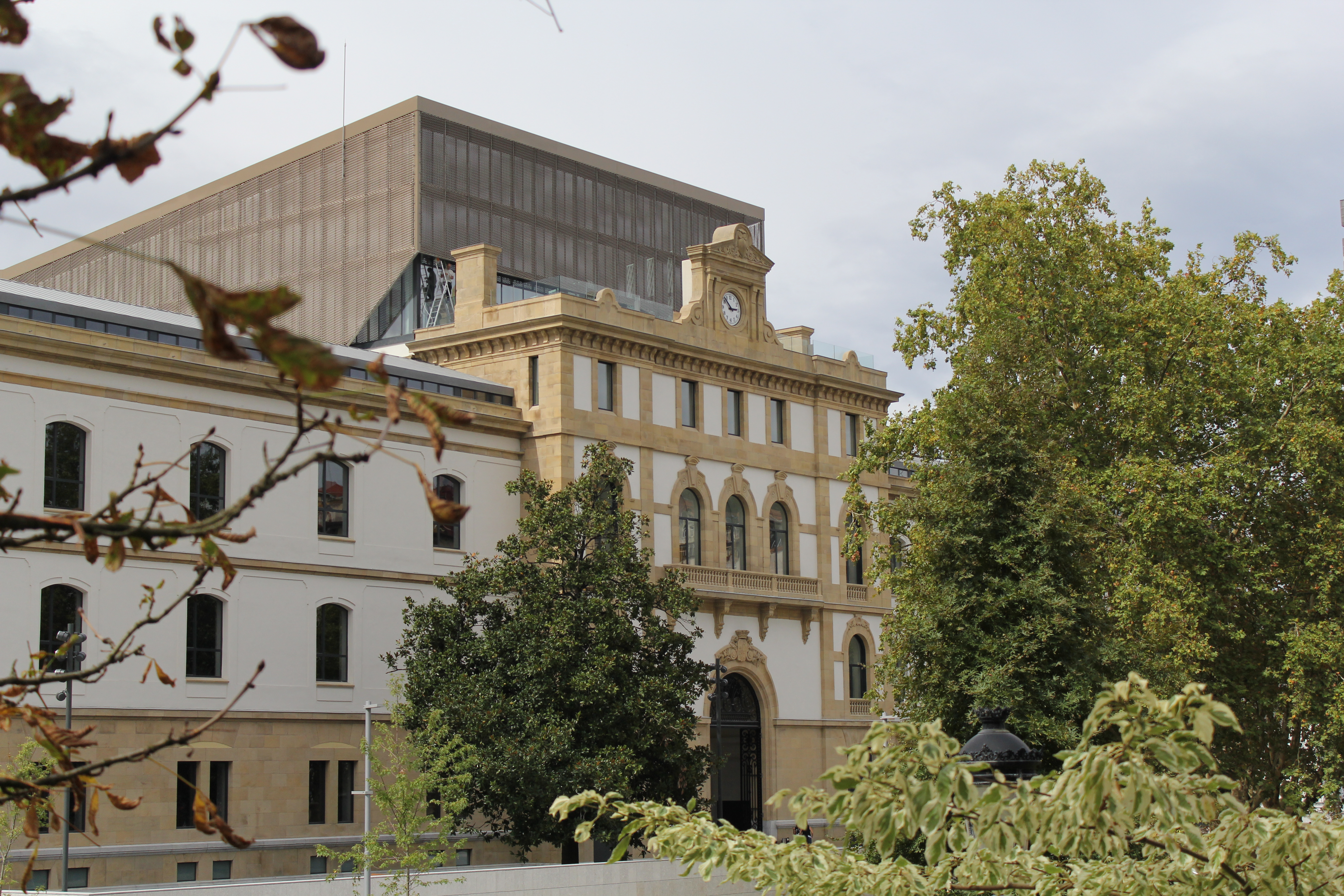
Vista exterior de Tabakalera desde el parque Cristina Enea.
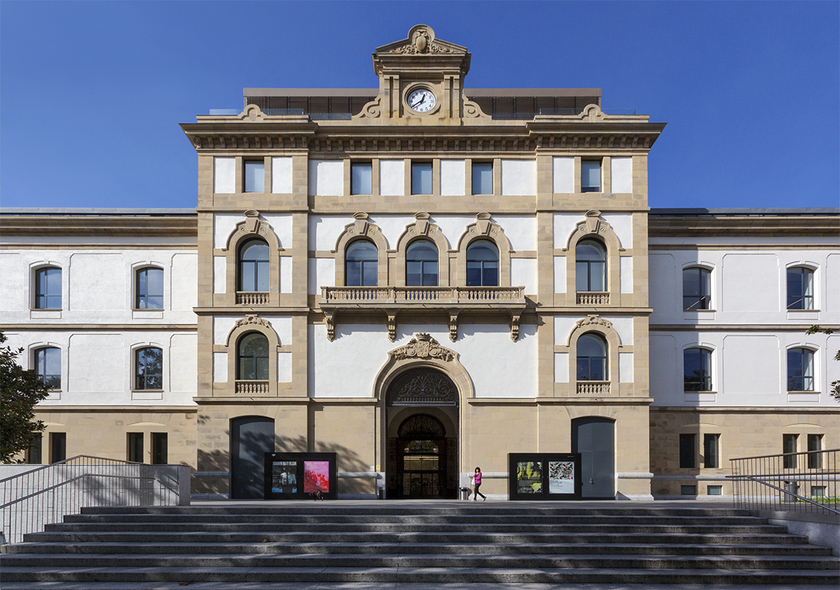
Vista exterior de Tabakalera desde la Plaza de las cigarreras.
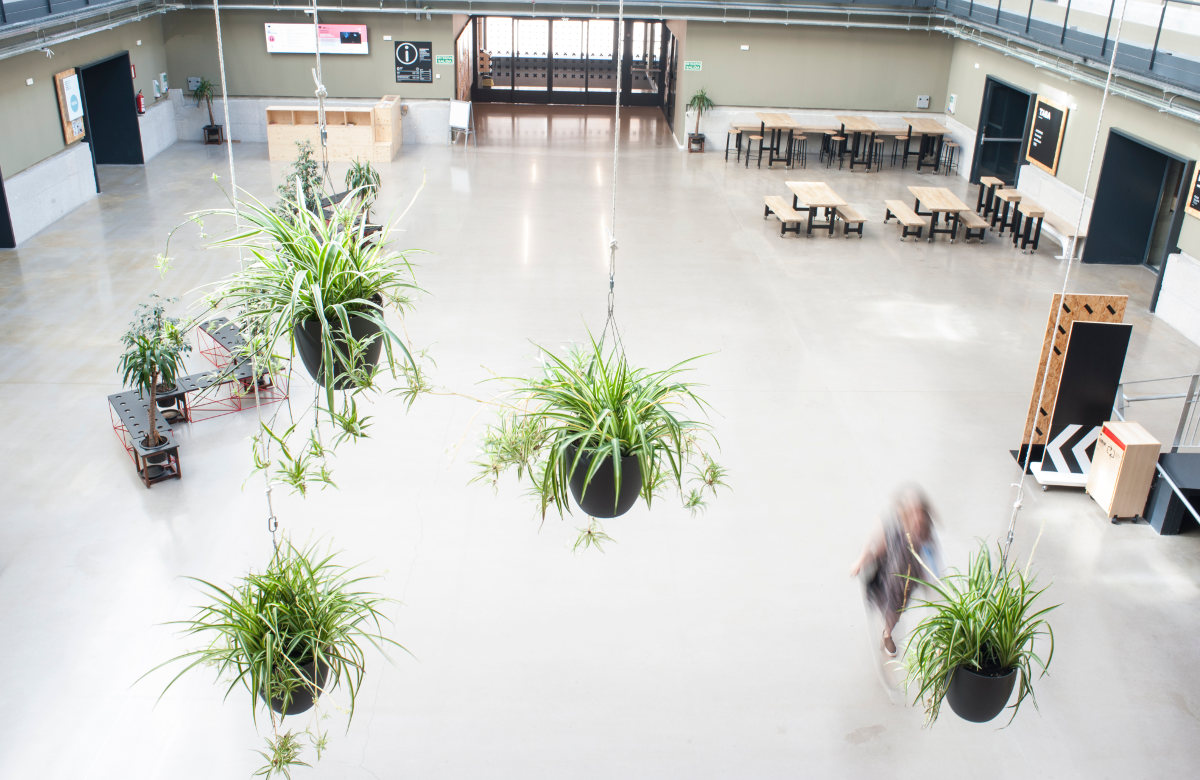
Vista del espacio de la Plaza de Tabakalera.
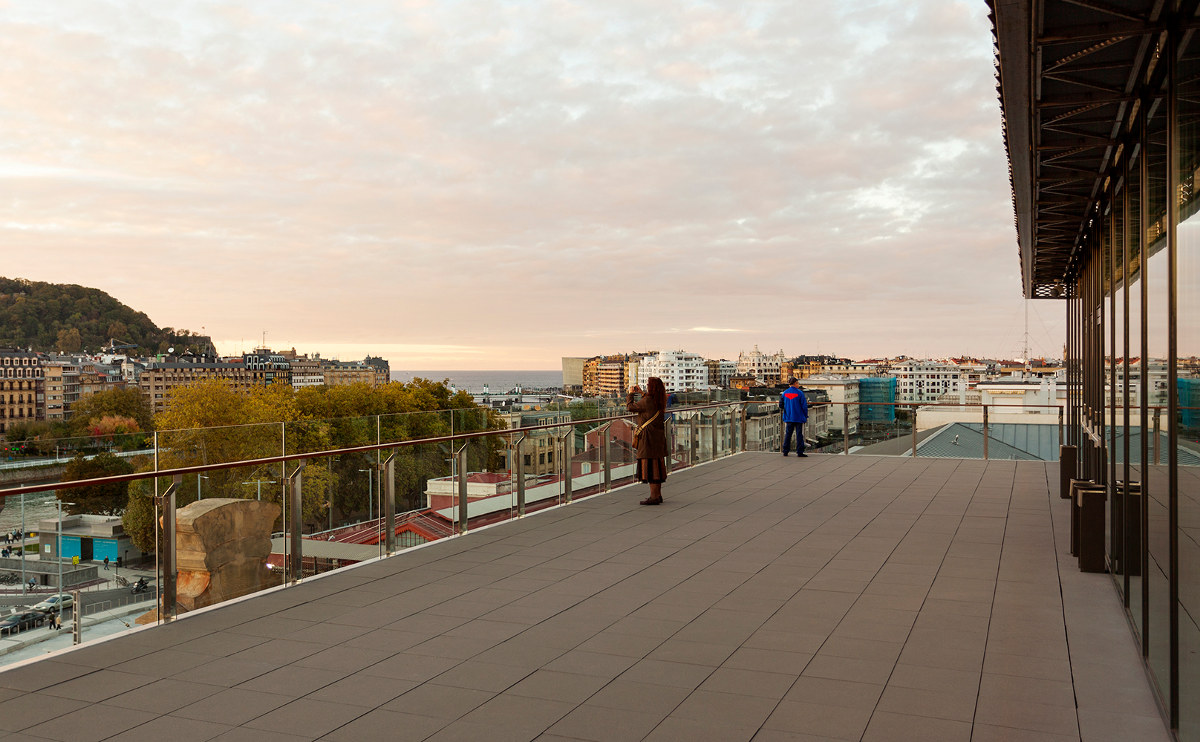
Vista de la ciudad de San Sebastián desde la terraza.